# Ліндіна (Вісконсин)
Ліндіна (англ. Lindina) — місто (англ. town) в США, в окрузі Джуно штату Вісконсин. Населення — 685 осіб (2020).

## Демографія
Згідно з переписом 2010 року, у місті мешкало 718 осіб у 286 домогосподарствах у складі 208 родин. Було 320 помешкань
Расовий склад населення:
| - 98,1 % — білих - 0,4 % — корінних американців - 0,4 % — чорних або афроамериканців - 0,3 % — азіатів |

До двох чи більше рас належало 0,4 %. Частка іспаномовних становила 0,6 % від усіх жителів.
За віковим діапазоном населення розподілялося таким чином: 22,1 % — особи молодші 18 років, 59,2 % — особи у віці 18—64 років, 18,7 % — особи у віці 65 років та старші. Медіана віку мешканця становила 46,2 року. На 100 осіб жіночої статі у місті припадало 117,6 чоловіків;  на 100 жінок у віці від 18 років та старших — 111,7 чоловіків також старших 18 років.
Середній дохід на одне домашнє господарство  становив 86 722 долари США (медіана — 71 071), а середній дохід на одну сім'ю — 98 485 доларів (медіана — 76 250). Медіана доходів становила 42 277 доларів для чоловіків та 33 833 долари для жінок. За межею бідності перебувало 2,7 % осіб, у тому числі 1,7 % дітей у віці до 18 років та 1,8 % осіб у віці 65 років та старших.
Цивільне працевлаштоване населення становило 408 осіб. Основні галузі зайнятості: освіта, охорона здоров'я та соціальна допомога — 32,6 %, виробництво — 16,9 %, сільське господарство, лісництво, риболовля — 10,0 %, будівництво — 9,8 %.